# 気象測定装置 JMMQ-M5
気象測定装置 JMMQ-M5（きしょうそくていそうち ジェイエムエムキューエムファイブ）は、陸上自衛隊の装備。主に特科部隊に配備される。
80式気象測定装置 JMMQ-M2の後継として開発された。砲撃に際し、各種気象条件を測定する装置である。大気の温度・湿度・風向などを測定し、そのパラメータを組み込むことにより、射撃の際の命中精度向上を行うのが目的である。これらの気象情報は、野戦特科情報処理システムなどを通じて砲まで伝達される。システム一式は73式大型トラックなどに搭載され、自走により、部隊とともに迅速に移動することが可能。

## 構成
- 風向風速計[1]
- ゾンデ追跡処理装置[1]
- 空中線部1[1]
- 空中線部2[1] など

## 製作
明星電気